# NK Mladost Zabok
NK Mladost je nogometni klub iz Zaboka.

## Povijest
NK Mladost je osnovan 1938. godine kao HŠK Mladost. Prvi predsjednik kluba bio je August Vrančić. Prva utakmica je odigrana 10. travnja 1939. godine s reprezentacijom Zagorja i završila je pobjedom Mladosti 4:1. Jedno vrijeme poslije neovisnosti Hrvatske klub se zvao NK Mladost-Regeneracija i NK Mladost M-Profil.

## Uspjesi
Najveći uspjeh u bivšoj državi je ostvaren 1961. godine kada Mladost nastupa u kvalifikacijama za popunu tadašnje druge savezne lige protiv NK Maribora, te u Zaboku 18. lipnja 1961. gubi 0:3, a u Mariboru 25. lipnja 1961. pobjeđuje 3:2 no ne uspjeva ostvariti prolaz u viši rang natjecanja.
Najveći uspjeh u okviru hrvatske nogometne lige je igranje u 3. HNL.
U sezoni 2008./09. bila je jesenski prvak 4. HNL – Središte A.

## Vanjske poveznice
- NK Mladost Zabok - službena stranica